# دومینیک مالونگا (بازیکن بسکتبال)
دومینیک مالونگا (فرانسوی: Dominique Malonga‎؛ زادهٔ ۱۶ نوامبر ۲۰۰۵) بازیکن زن بسکتبال اهل فرانسه است.
وی در مسابقات کشوری و بین‌المللی در مجموع برندهٔ ۱ مدال نقره، ۱ مدال برنز شده است.